# Over Betuwe College

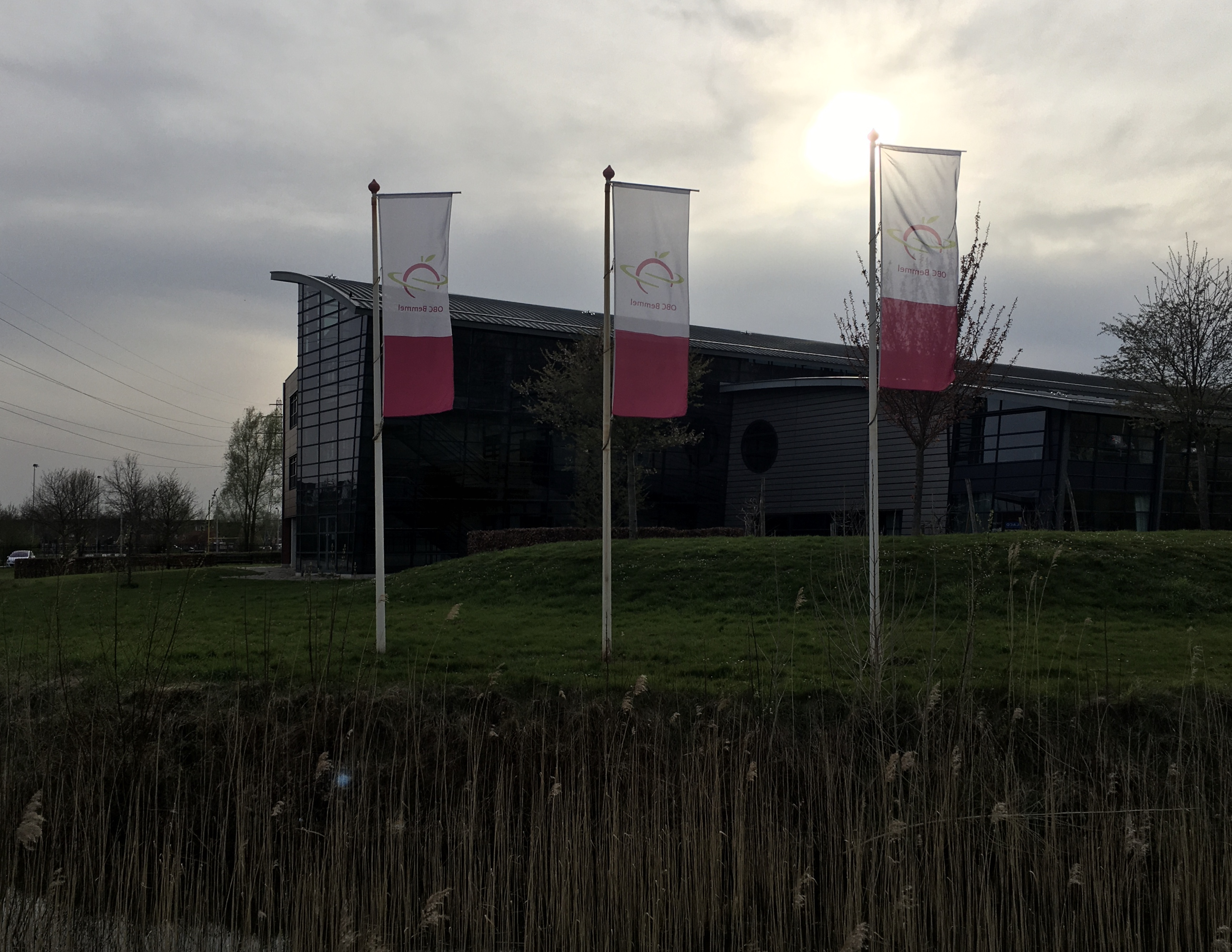
OBC-locatie in Bemmel

Het Over Betuwe College (OBC) is een school voor het voortgezet onderwijs in Bemmel, Huissen en Elst. De school doet aan alle richtingen (vmbo, havo en vwo). De school heeft tweetalig onderwijs.
Op OBC Huissen wordt alleen vmbo kader, basis en theoretisch gegeven (de lagere niveaus van het Nederlandse schoolsysteem). Op OBC Bemmel wordt vmbo-theoretisch, havo en vwo gegeven. Bemmel is ook de locatie waar de leidinggevenden van de scholengroep gevestigd zit. De directrice van de school was tot aan het jaar 2014 Mevr. Smelt en heeft daarna het stokje overgedragen aan Roos Bloemberg.

## Bekende oud-leerlingen
- Stijn Schaars, profvoetballer[1]

## Locaties
- Huissen, (de vmbo-stroom)
- Elst, (vmbo-t en havo)
- Bemmel, (havo, vwo en tto)
- Junior College, Bemmel, (vmbo-t)

Het Over Betuwe College werkt samen met het Hendrik Pierson College in Zetten, en samen vormen zij de Scholengroep Over- en Midden-Betuwe. Vanaf medio 2023 komt er vanwege de toetreding van het Dorenweerd College een nieuwe naam en gaat de scholengroep verder onder de naam LingeRijn.
Sinds 2021 heeft OBC Elst een modern nieuw gebouw betrokken.